# Villa Valguarnera
A Villa Valguarnera é um complexo monumental de interesse histórico, arquitetônico e artístico localizado em Bagheria, na província de Palermo, na Sicília.

## História
A Villa Valguarnera é uma das villas do século XVIII mais interessantes de Bagheria, tanto pela qualidade arquitetônica do complexo quanto por sua posição na paisagem do local.

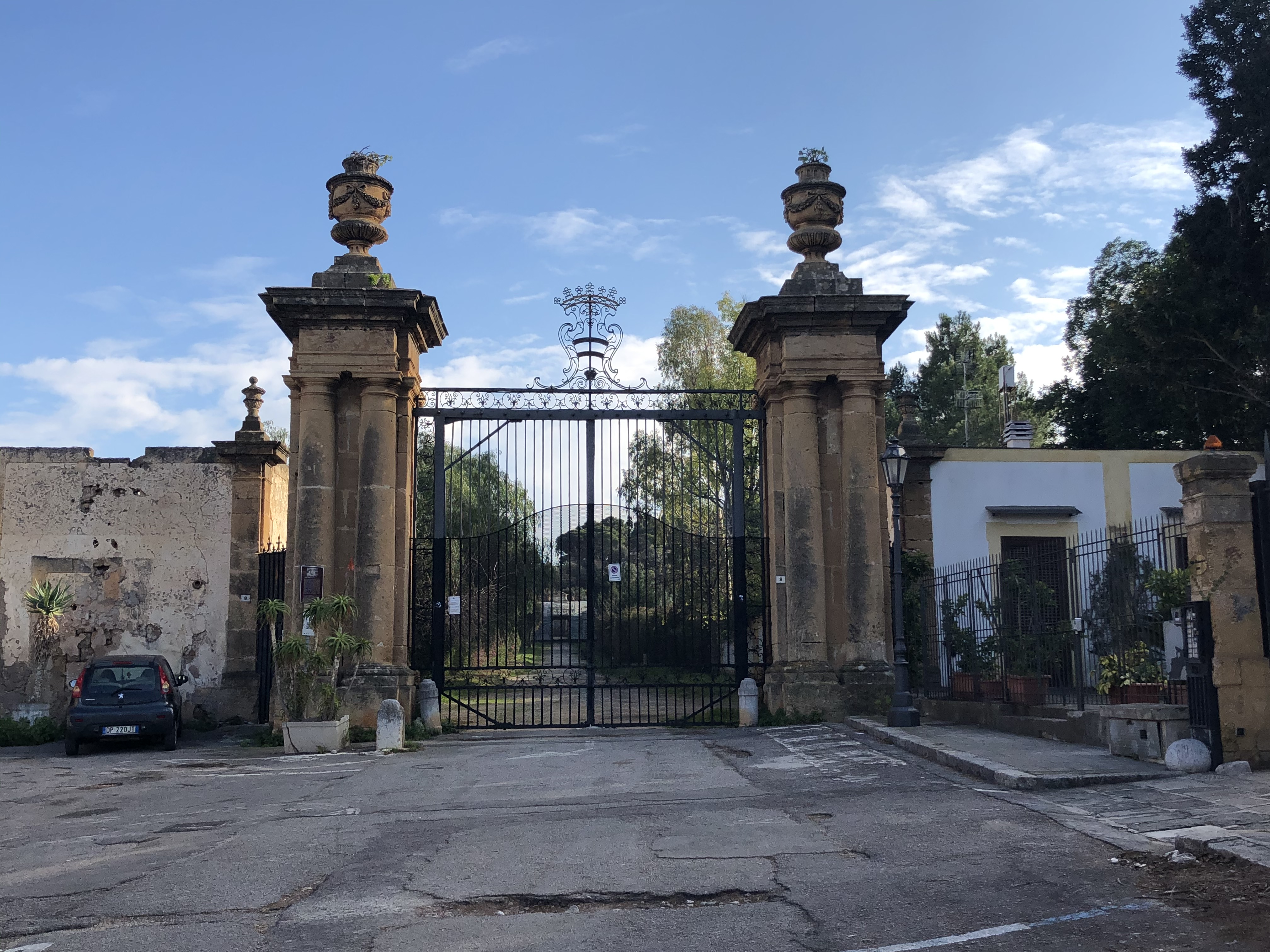
Entrada da villa

A construção teve início em 1712, com base num projeto de Tommaso Maria Napoli, arquiteto dominicano, projetista na mesma época da vizinha Villa Palagonia, em contato com o ambiente romano, que introduziu uma linguagem arquitetônica de origem berniniana e uma clareza composicional próxima aos exemplos mais avançados do século XVIII italiano e europeu, particularmente austríaco. Na composição planimétrica, podem ser observados elementos derivados de matrizes esotéricas e alquímicas, como na planta em forma de clava e na valorização da colina próxima (Montagnola di Valguarnera, 105 m) - no topo da qual foi construída uma balaustrada octogonal - como um caminho simbólico da terra para a esfera celeste, com sete assentos iguais em número às sete fases da transformação alquímica. 
Com a morte do arquiteto, em 1725, a villa ainda não estava concluída e foi então significativamente modificada. Em particular, por volta de 1780, Giovan Battista Cascione Vaccarini foi o autor das novas elevações e do salão oval no piso principal. De grande interesse são a série de salões internos com afrescos de Elia Interguglielmi e as estátuas de mármore que coroam o ático, de Ignazio Marabitti.
O edifício já foi cercado por um grande parque, enriquecido por coffee house, estátuas e arquitetura neoclássica. Já considerado por Giuseppe Pitrè como a mais suntuosa das villas de Bagheria, deve sua fama também às muitas pessoas ilustres que ali se hospedaram. A varanda com vista para o golfo de Termini Imerese e o Monte Catalfano é particularmente sugestiva.
A villa foi construída pelos príncipes de Valguarnera e ainda é propriedade de seus herdeiros, os príncipes Alliata de Villafranca. O complexo vem passando por restaurações há muitos anos. Na década de 1950, Fosco Maraini e Topazia Alliata moravam na Villa Valguarnera com sua filha Dacia, com seus pais, que também moravam na villa. Embora todo o parque esteja sujeito a restrições absolutas de construção desde 1913, ele abriga um bairro ilegal inteiro.
Atualmente, a villa também pode ser alugada.

## A Montagnola
A Descrizione della Villa Valguarnera remonta a 1785, na qual é descrita a chamada Montagnola (em português:  "pequena colina"), um relevo em calcário incluído no jardim da villa:
«Antes de chegar ao topo, depara-se com uma gruta no interior da qual a fábula de Ácis e Galateia sentados nas encostas do Etna é pintada pelo pincel fresco de Giuseppe Crestadoro; ao longe, pode-se ver o mar e Cupido brincando com um golfinho. Fora da gruta, sobre uma rocha assim feita pela natureza, ergue-se a estátua de Polifemo tocando gaita de foles, e de um lado da rocha pode-se ler a seguinte ode escrita pela pena de ouro do ilustríssimo Metastasio e que é tão apropriada ao nosso assunto: Se, tendo esquecido meu primeiro amor, a fúria dentro de mim despertar, envolverei a onda, a montanha e a floresta em ruínas. Também derrubarei o pico em chamas do Etna em meio a tanta indignação, e roubarei o tridente de Netuno de seu próprio reino.
Saindo da caverna, há uma escada com um parapeito nas laterais que serve como defesa e, através de várias prateleiras, leva ao topo da colina, que termina em um octógono com assentos ao redor. No meio, sobre vários degraus, repousa um pedestal; e no topo está a estátua de Urânia, que com um telescópio na mão parece estar observando as estrelas».

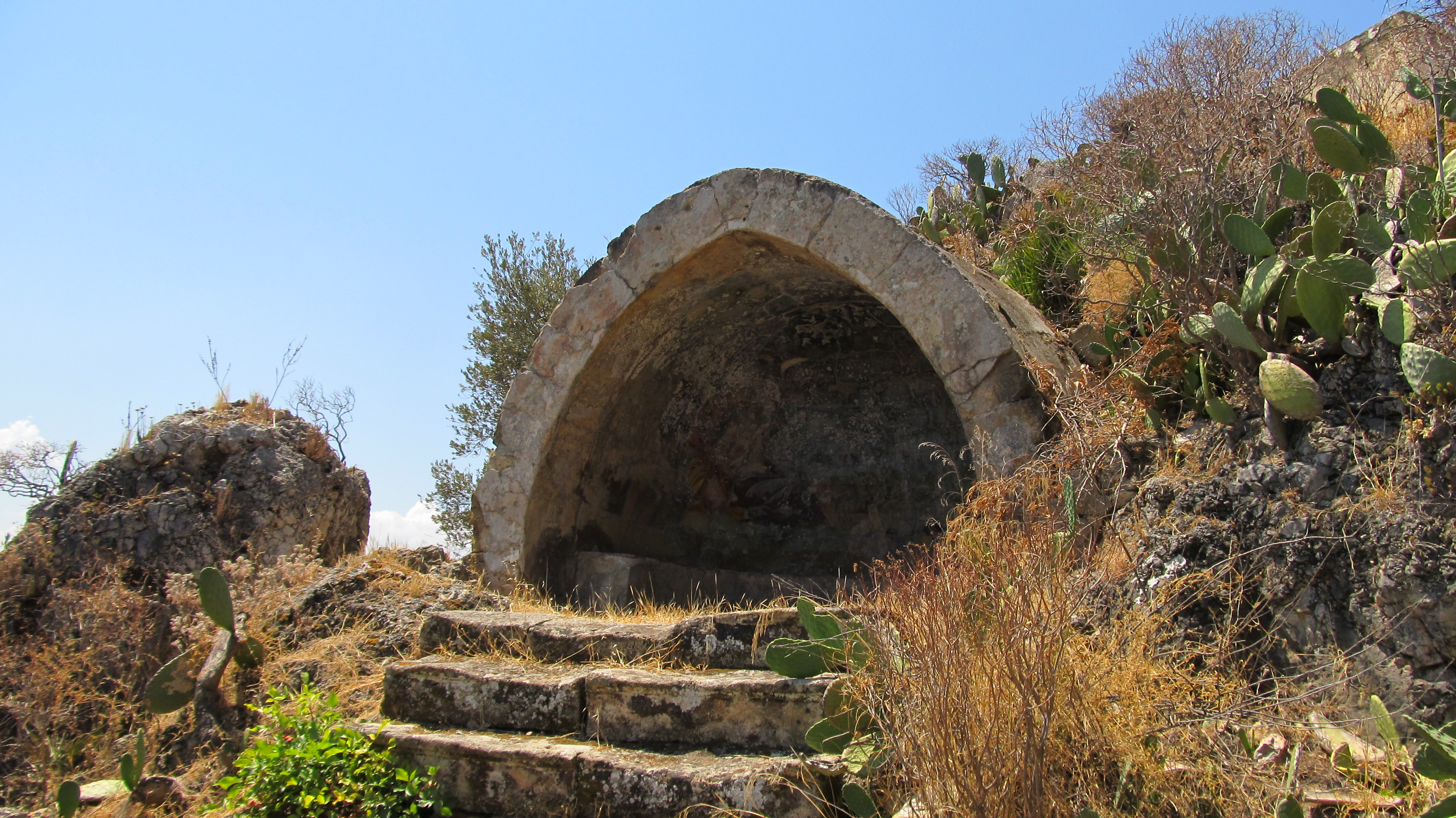
A gruta artificial com o afresco de Giuseppe Crestadoro representando Ácis e Galateia

## No cinema e na televisão
A villa foi usada como cenário de vários filmes e séries de televisão, como:
- I cavalieri dalle maschere nere (I Beati Paoli) de Pino Mercanti;[8]
- La dea fortuna de Ferzan Ozpetek;[9]
- L'amore coniugale de Dacia Maraini;
- Anna de Niccolò Ammaniti;
- L'arte della gioia, dirigido por Valeria Golino;
- Il Gattopardo, dirigido por Tom Shankland, Laura Luchetti e Giuseppe Capotondi.

## Curiosidade
A história autobiográfica Bagheria, publicada em 1993 pela escritora italiana Dacia Maraini, também se passa na Villa Valguarnera.
E aqui, depois de caminhar mais cem metros, olhando para cima, você se encontra em frente à Villa Valguarnera, em toda a sua beleza. Um corpo central com dois andares, com uma série de janelas, reais e artificiais, que fluem seguindo um ritmo lúdico e severo. Do corpo central partem duas alas, curvadas de forma a formar um semicírculo perfeito.— Dacia Maraini, Bagheria

## Outros projetos
- Media relacionados com Villa Valguarnera no Wikimedia Commons